# Sigmund Feist
Sigmund Samuel Feist (manchmal auch Siegmund Feist geschrieben; * 12. Juni 1865 in Mainz; † 23. März 1943 in Kopenhagen) war ein deutscher Sprachwissenschaftler, der insbesondere zur Geschichte der gotischen Sprache und allgemeiner zur Entwicklung der germanischen und der indogermanischen Sprachen forschte. Er stellte die – mittlerweile widerlegte – Germanische Substrathypothese auf, nach der die Vorfahren der Germanen zunächst eine nicht indogermanische Sprache gesprochen hätten, die erst später von indogermanischen Einflüssen überlagert worden sei.

## Leben und wissenschaftliche Arbeit
Feist war der Sohn eines Weinhändlers. Er studierte vergleichende Sprachwissenschaft an der Kaiser-Wilhelm-Universität Straßburg (namentlich bei Ernst Martin und Heinrich Hübschmann), wo er 1888 mit einem Grundriss der gotischen Etymologie promoviert wurde. Anschließend unterrichtete er als Lehrer an der großherzoglich-hessischen Realschule in Bingen die Fächer Deutsch, Französisch und Latein, bevor er ab 1898 in Mainz eine eigene private Real- und Handelsschule mit Internat leitete. Aus seiner Praxis als Lehrer entstand ein 1895–1898 in drei Bänden erschienenes Lehr- und Lesebuch der französischen Sprache für praktische Ziele.
Im Jahr 1902 übernahm Feist die Leitung des von einer jüdischen Stiftung getragenen Reichenheimschen Waisenhauses in Berlin. In den Städten, in denen er lebte, war er jeweils in jüdischen Reformgemeinden aktiv. Die Kinder des Waisenhauses erzog er mit militärischem Drill, einige von ihnen meldeten sich begeistert zur Teilnahme am Ersten Weltkrieg. Vermutlich aufgrund seiner Qualifikation als Französischlehrer wurde Feist selbst während des Krieges als Berichterstatter im Kriegspresseamt eingesetzt, wo er französische Tageszeitungen auszuwerten hatte.
Ohne universitäre Laufbahn forschte und veröffentlichte er als Privatgelehrter, wobei seit seiner Dissertation die Etymologie des Gotischen sein wichtigstes Arbeitsfeld blieb. So veröffentlichte er 1909 ein Etymologisches Wörterbuch des Gotischen, das er 1923 erweiterte und 1935 ein Vergleichendes Wörterbuch der gotischen Sprache, das bis in die Gegenwart als maßgeblich gilt. Er befasste sich auch mit den seinerzeit neu erschlossenen indogermanischen Sprachen Hethitisch und Tocharisch. Feist wurde 1906 Mitglied der Gesellschaft für deutsche Philologie und Schriftleiter bzw. ab 1908 Mitherausgeber der Jahresberichte über die Erscheinungen auf dem Gebiete der germanischen Philologie. In seinen Veröffentlichungen kritisierte er scharf die völkischen und „germanentümelnden“ Tendenzen einiger Fachkollegen und wurde so zum Gegenspieler von Lehrstuhlinhabern wie Rudolf Much, Gustav Neckel oder Julius Pokorny. Von der Herausgeberschaft der Jahresberichte musste er deshalb 1928 zurücktreten, gleichzeitig trat er aus der Gesellschaft für deutsche Philologie aus, sein Nachfolger als Mitherausgeber war Wilhelm Wissmann.
In seinem 1913 publizierten Buch Kultur, Ausbreitung und Herkunft der Indogermanen fasste Feist neben der etymologischen Forschung auch physisch-anthropologische Befunde aus der Schädelvermessung zusammen. Darin beschrieb er „die Indogermanen“ als eine relativ spät entwickelte „Rasse“, deren Heimat in Südrussland gelegen habe und unter denen die Germanen keineswegs die Kerngruppe bildeten, deren Sprachstand vielmehr zerrüttet sei und fremde (nicht indogermanische) Elemente zeigte. Nach heftigen Polemiken gegen dieses Werk legte er bereits 1914 mit Indogermanen und Germanen. Ein Beitrag zur europäischen Urgeschichtsforschung nach. Darin akzeptierte er zwar im Grundsatz die seinerzeit verbreiteten Rassentheorien, sah aber gerade die Germanen nicht als eine „reine Rasse“ an. Er nahm an, dass diese zunächst eine nicht-indogermanische Sprache gesprochen hätten und sich erst unter dem Einfluss von Illyro-Venetern und Kelten indogermanisiert hätten, weshalb sich in den germanischen Sprachen ein Bestand von Wörtern nicht indogermanischen Ursprungs als Substrat erhalten habe (Germanische Substrathypothese).
Wie viele seiner Zeitgenossen ging auch Feist von der Existenz biologischer Menschenrassen und von einem Zusammenhang zwischen sprachlicher und biologischer Verwandtschaft aus. Allerdings argumentierte er oftmals geradezu spiegelbildlich gegen seine völkischen, das Germanentum überhöhenden Fachkollegen. Auch in seiner Stammeskunde der Juden von 1925 bemühte er sich, die Existenz einer jüdischen Rasse selbst mit rassenkundlichen Argumenten zu widerlegen, indem er die Vielfalt im äußeren Erscheinungsbild von Juden aus aller Welt demonstrierte, weshalb diese laut Feist keine erbbiologische, wohl aber eine kulturelle Identitätsgemeinschaft bildeten.
Von seiner Arbeit als Waisenhausleiter trat Feist 1935 in den Ruhestand. Nach den Novemberpogromen 1938 bemühte er sich, NS-Deutschland zu verlassen, und emigrierte 1939 mit Hilfe von dortigen Wissenschaftlerkollegen nach Dänemark. Dort starb er vier Jahre später in einem Krankenhaus.
Sigmund Feist war mit der Lehrerin Toni, geb. Rawicz (1880–1952), verheiratet. Die beiden Töchter Ilse Katz (* 1903) und Elisabeth Feist Hirsch (1904–1998) emigrierten in den USA, wo letztere Philosophieprofessorin wurde.

## Veröffentlichungen (Auswahl)
- Die Deutsche Sprache. Kurzer Abriß der Geschichte unserer Muttersprache von den ältesten Zeiten bis auf die Gegenwart. 2. Auflage, Hueber, München 1933 [1906]
- Vergleichendes Wörterbuch der gotischen Sprache. Mit Einschluß des Krimgotischen und sonstiger zerstreuter Überreste des Gotischen. 3. Auflage, E.J. Brill, Leiden 1939 [1909]
- Indogermanen und Germanen. Ein Beitrag zur europäischen Urgeschichtsforschung. 3. Auflage, Niemeyer, Halle (Saale) 1924 [1914]
- Stammeskunde der Juden. Die jüdischen Stämme der Erde in alter und neuer Zeit. Historisch-anthropologische Skizzen. J. C. Hinrich, Leipzig 1925
- Germanen und Kelten in der antiken Überlieferung. 2. Auflage, Verlag für Kunst und Wissenschaft, Baden-Baden 1948 [1927]